# Ешішан
Ешішан (фр. Échichens) — громада  в Швейцарії в кантоні Во, округ Морж.

## Географія
Громада розташована на відстані близько 90 км на південний захід від Берна, 11 км на захід від Лозанни.
Ешішан має площу 13,3 км², з яких на 10% дозволяється будівництво (житлове та будівництво доріг), 80,8% використовуються в сільськогосподарських цілях, 8,9% зайнято лісами, 0,3% не є продуктивними (річки, льодовики або гори).

## Демографія
2019 року в громаді мешкало 3071 особа (+28,7% порівняно з 2010 роком), іноземців було 19,7%. Густота населення становила 231 осіб/км².
За віковим діапазоном населення розподілялося таким чином: 23,8% — особи молодші 20 років, 58,5% — особи у віці 20—64 років, 17,7% — особи у віці 65 років та старші. Було 1157 помешкань (у середньому 2,6 особи в помешканні).
Із загальної кількості 868 працюючих 135 було зайнятих в первинному секторі, 43 — в обробній промисловості, 690 — в галузі послуг.